# Petrobras
Petróleo Brasileiro S.A - Petrobras è una compagnia brasiliana di ricerca, estrazione, raffinazione, trasporto e vendita di petrolio con sede a Rio de Janeiro.

## Struttura societaria
È una delle maggiori aziende brasiliane, e i principali azionisti 2004 sono l'Unione federale (stato brasiliano), che possiede il 32,22% (55% dei diritti di voto), borsa brasiliana, con il 12,73 %, e la BNDES, con il 7,91%.

## Storia

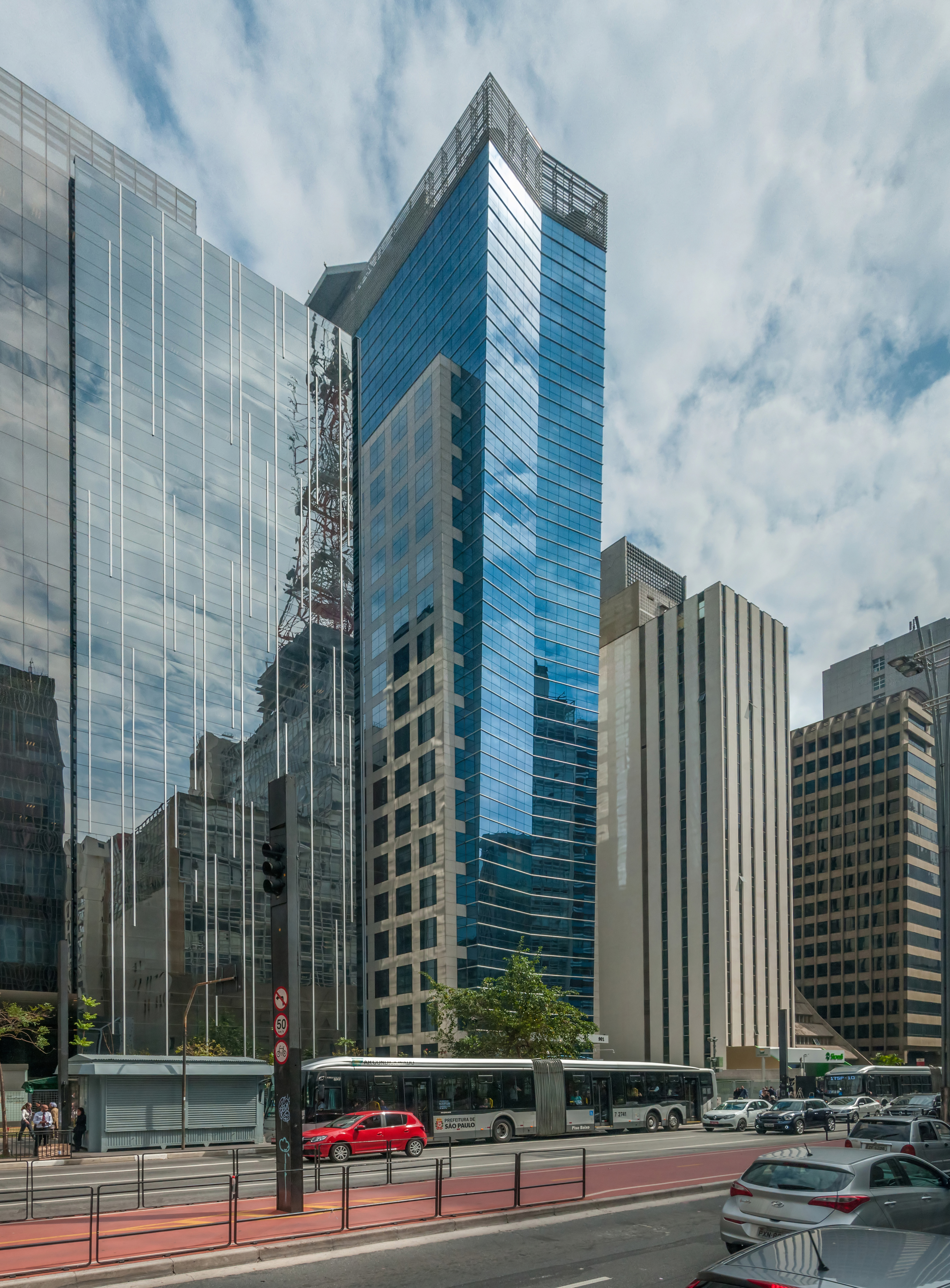
Uffici a San Paolo, sull’Avenida Paulista.

Fu fondata nel 1953 dallo Stato con lo scopo di gestire le attività del settore petrolifero per conto dell'Unione (lo Stato federale, União in portoghese), in sostituzione del vecchio Consiglio nazionale del petrolio (CNP). Nel maggio 2005 Evo Morales ha deciso di nazionalizzare le risorse di gas e petrolio boliviane, cosa che ha colpito in primo luogo Petrobras.
Tra le prime 15 compagnie petrolifere mondiali, dispone di una tecnologia avanzata per la perforazione in acque profonde e ultra profonde, con dei record mondiali di profondità (2 km). La produzione di petrolio per il 2003 è stata di più di 2 milioni di barili al giorno.

### Operação Lava Jato
Nel 2014 con l'operação Lava Jato viene scoperto il più grande caso di corruzione nella storia del Brasile che coinvolge la Petrobras e numerosi esponenti politici brasiliani tra cui senatori e deputati federali.

## Sponsor

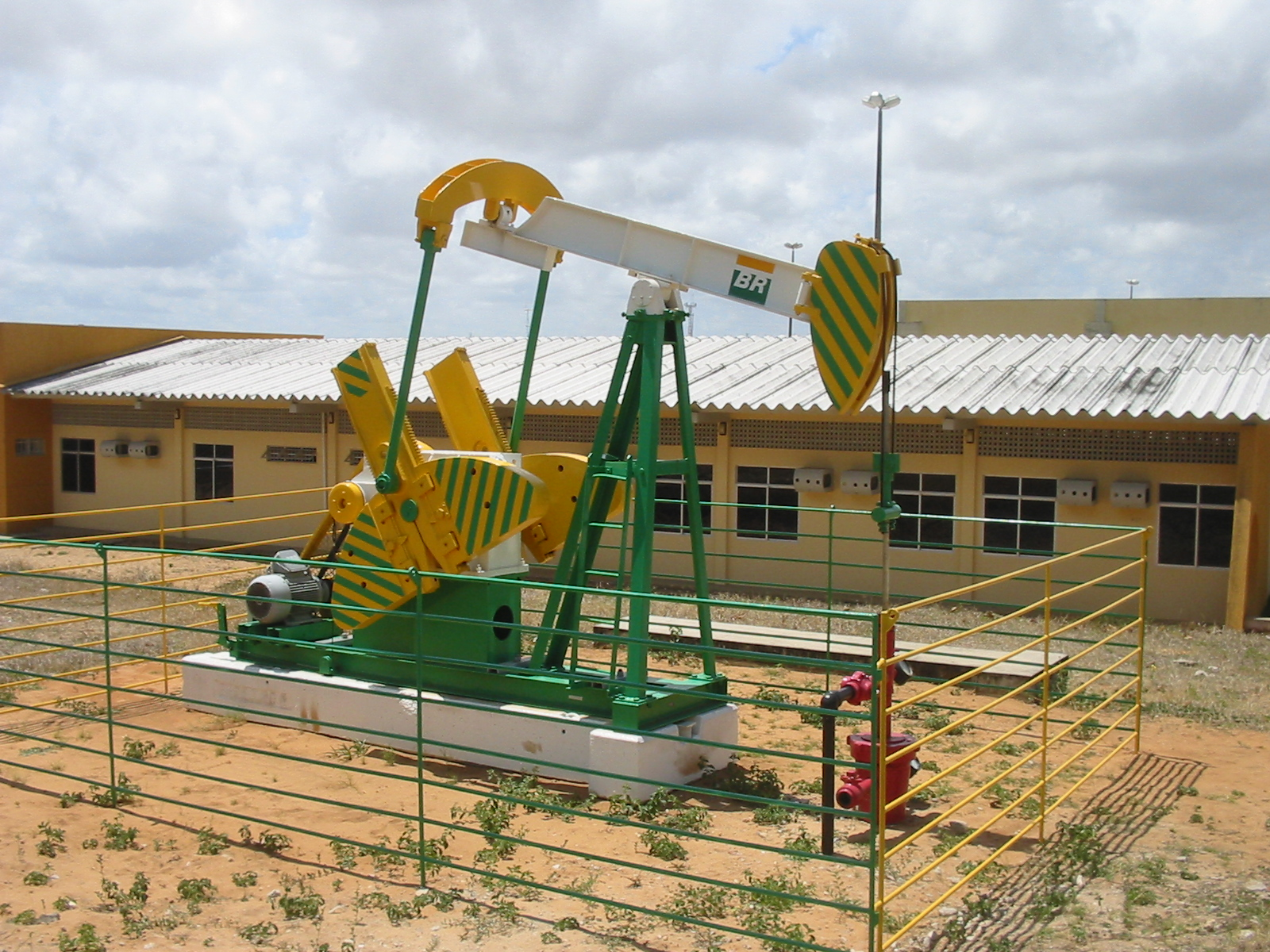
Pozzi di petrolio di Petrobas

- La Petrobras è stata lo sponsor storico della squadra di calcio brasiliana del Flamengo, una collaborazione durata dal 1984 al 2009.
- La compagnia petrolifera è entrata a far parte del mondiale di Formula 1 sponsorizzando la Williams dal 1998 al 2009. Proprio nell'imminenza dell'inizio di quest'ultima stagione, la Petrobras ha deciso di ritirarsi dal circus di Bernie Ecclestone a causa delle grandi preoccupazioni legate alla crisi economica. Il ricongiungimento con la scuderia di Frank Williams, è avvenuto nel 2014 ed è durato fino al 2016.[3] Dalla stagione 2018 alla stagione 2019, è diventata lo sponsor della McLaren.[4]
- Dal campionato 2009 al campionato 2015 è stato anche sponsor principale del Gran Premio del Brasile di Formula 1.